# Bom Sucesso de Itararé
Bom Sucesso de Itararé là một đô thị ở bang São Paulo của Brasil.
Đô thị này có diện tích 133,221 km², chiếm 0,0537% tổng diện tích bang. Bom Sucesso de Itararé nằm ở vĩ độ 24º19'04" độ vĩ nam và kinh độ 49º08'38" độ vĩ tây, estando a uma altitude de 950 m. Dân số năm 2005 ước tính 3.797 người.

## Thông tin nhân khẩu
Dữ liệu dân số theo điều tra dân số năm 2000
Tổng dân số: 3.231
- Dân số thành thị: 1.954
- Dân số nông thôn: 1.277
- Nam giới: 1.669
- Nữ giới: 1.562

Mật độ dân số (người/km²): 24,26
Tỷ lệ tử vong trẻ sơ sinh dưới 1 tuổi (trên một triệu người): 29,51
Tuổi thọ bình quân (tuổi): 65,20
Tỷ lệ sinh (số trẻ trên mỗi bà mẹ): 3,40
Tỷ lệ biết đọc biết viết: 85,82%
Chỉ số phát triển con người (HDI-M): 0,693
- Chỉ số phát triển con người - Thu nhập: 0,603
- Chỉ số phát triển con người - Tuổi thọ: 0,670
- Chỉ số phát triển con người - Giáo dục: 0,805

(Nguồn: IPEADATA)

### Các xa lộ
- SP-258

### Sông ngòi
- Sông Itararé
- Sông Verde
- Sông Pirituba